# Verderio
Verderio (Verdee in dialetto brianzolo, AFI: [verˈdeː]) è un comune italiano di 5 493 abitanti della provincia di Lecco in Lombardia.

## Storia

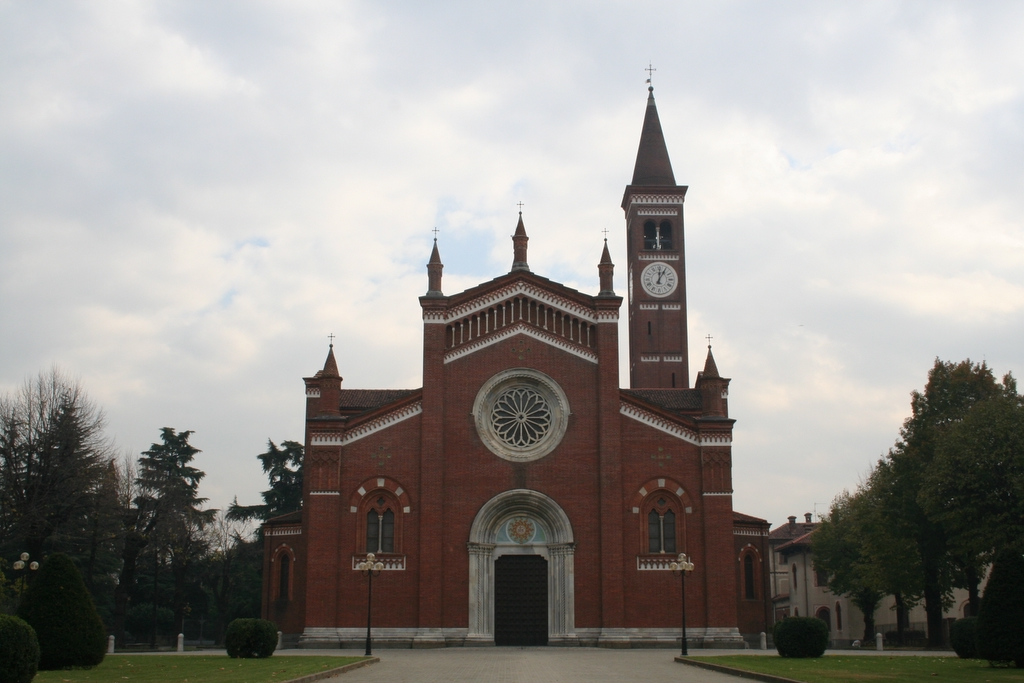
Chiesa dei santi Giuseppe e Floriano

Il nome Verderio deriva probabilmente dal latino viridarium, che significa "giardino". Testimonianze della civilizzazione romana arrivano - oltre che da alcuni ritrovamenti archeologici e dal reticolato di centuriazione - dall'etimologia di alcuni toponimi del territorio circostante: ad esempio il castrum di Vicus Mercati (Vimercate), Hiberna Regis (Bernareggio, antico accampamento invernale), Caesarea Novella (la località Sernovella, frazione di Verderio) e Miliarium Tertium (Terzuolo, frazione di Robbiate). I Romani, guidati dal console Marcello, sconfissero in questi luoghi gli Insubri in una decisiva battaglia del 222 a.C.
Altri ritrovamenti ci segnalano la successiva presenza dei Longobardi e quindi dei Franchi: a questi ultimi può essere fatto risalire il castello del X secolo sulle cui rovine è stata costruita la Villa Gallavresi, oggi sede della biblioteca comunale.
La località è stata interessata tra il XII e il XIV secolo dalla presenza dei Templari, che avevano due importanti sedi presso la Commenda e nel Castel Negrino (oggi si trovano nel comune di Aicurzio, ma un tempo erano parte del territorio di Verderio), oltre che alla cascina Brugarola. A testimonianza di ciò, compare negli elenchi dei cavalieri dell'ordine un certo Dalmazio da Verderio. Con la soppressione nel 1312 dell'ordine cavalleresco ad opera di Filippo il Bello re di Francia, i possedimenti dei Templari passarono all'ordine dei Cavalieri di Malta.
Un fatto storico di assoluto rilievo è la battaglia di Verderio, combattuta il 28 aprile 1799 fra gli austro-russi, comandati dal generale Josef Philipp Vukassovich, e le truppe napoleoniche (guidate dal generale Sérurier) nel periodo in cui Napoleone Bonaparte era impegnato nella Campagna d'Egitto: i francesi, asserragliati nella Villa Confalonieri, furono obbligati alla resa, ma dei tremila morti rimasti sul campo molti erano austriaci. I vincitori, dapprima salutati come liberatori, si diedero a saccheggi, incendi e ad altri atti vandalici. Due lapidi ricordano il tragico evento.
L'origine della divisione di Verderio nei due comuni di Verderio Inferiore e di Verderio Superiore non trova concordi gli storici: alcuni la fanno risalire al XII secolo, altri alla soppressione dell'ordine dei Templari. Certo è che in alcuni documenti del 1412 compare la dicitura "Verderio de sora e de sotto". Una temporanea riunificazione in un unico comune è segnalata in documenti del 1874.
Un'unica parrocchia di Verderio, invece, fu istituita dal vescovo san Carlo Borromeo dopo il Concilio di Trento, a seguito delle sue visite pastorali del 1571 e del 1583. Anch'essa finì comunque col dividersi nel 1778, anno in cui il vicario vescovile istituì la parrocchia di Verderio Inferiore e di conseguenza fu avviata la costruzione della chiesa parrocchiale dedicata ai santi martiri Nazaro e Celso. Quest'ultima verrà poi sostituita nel 1906 da quella eretta nello stesso sito su progetto dell'architetto Giovanni Barboglio; gli affreschi che ne decorano l'interno sono stati invece realizzati nel 1932 da Umberto Marigliani, coadiuvato da Vittorio Manini.

Chiesa dei santi Nazaro e Celso

In epoca recente sono stati indetti due referendum (nel 1994 e nel 2004) per la riunificazione dei due comuni, che già condividevano svariati servizi (la scuola elementare, la biblioteca, la palestra intercomunale). In entrambi i casi l'esito è stato negativo: per l'approvazione di questo tipo di referendum è infatti necessaria una maggioranza di "sì" in tutti e due i comuni coinvolti; mentre Verderio Inferiore si è sempre espresso in modo favorevole, l'unificazione è stata bloccata in entrambe le occasioni dal responso negativo di Verderio Superiore. Il 1º dicembre 2013 si è tenuto un nuovo referendum consultivo in cui la maggioranza degli abitanti di entrambi i comuni si sono detti favorevoli alla ricostituzione dell'unico comune di Verderio. Il comune è stato ricostituito dal consiglio regionale il 4 febbraio 2014, dalla fusione dei comuni di Verderio Inferiore e Verderio Superiore. Le prime elezioni comunali si sono tenute il 25 maggio 2014.

### Simboli
Lo stemma e il gonfalone sono stati approvati con delibera del consiglio comunale del 28 novembre 2022 e concessi con decreto del Presidente della Repubblica dell'8 settembre 2023.
Il gonfalone è un drappo di bianco con la bordatura di rosso.

## Società

### Evoluzione demografica
Abitanti censiti

## Geografia antropica

### Quartieri
Verderio Superiore e Verderio Inferiore, un tempo due comuni distinti, oggi sono considerati quartieri del comune unificato di Verderio, in provincia di Lecco. La fusione amministrativa è avvenuta nel 2014, quando i cittadini approvarono con referendum l'unificazione dei due comuni. Sebbene oggi costituiscano un unico ente amministrativo, le due località mantengono una propria identità storica e urbanistica.
A sud-ovest di Verderio è presente l'area industriale. Questa è una realtà dinamica e ben strutturata, con una solida presenza di imprese manifatturiere e tecnologiche, inserita in un territorio che un tempo era agricolo ma oggi si caratterizza per un’economia moderna e diversificata.

### Frazioni
Sernovella
Sernovella è una frazione situata nel territorio del comune di Verderio, in provincia di Lecco, Lombardia. Un tempo frazione del comune di Verderio Superiore. Il toponimo ha origini latine, probabilmente derivato da Caesarea Novella, a testimonianza della presenza romana nella zona. Sernovella è caratterizzata da edifici rurali di interesse storico, come l’antica Aia con portico ad archi e cunicoli di aerazione risalenti alla metà del XIX secolo, la Cascina Cassago e la Villa Pollastri. Di rilievo anche la Cappella di San Rocco, costruita probabilmente nel XVII secolo come segno votivo contro la peste. Attraversata dalla linea ferroviaria Milano–Lecco, la località è nota anche per il passaggio a livello che rappresenta un nodo critico per la viabilità locale. Sernovella conserva ancora oggi le tracce della sua origine agricola e rurale, integrandole nel contesto urbano moderno di Verderio.

## Economia
Verderio fa parte dell'altopiano asciutto milanese, caratterizzato dalla scarsità di acque superficiali. Fa eccezione il comparto irriguo della cascina Bergamina, una singolare isola produttiva che ha preso vita dalla derivazione delle acque dal lago di Sartirana ottenuta con la Roggia Annoni, attivata dagli omonimi proprietari.
Per il resto l'agricoltura "asciutta" era prevalentemente fondata sulla rotazione cerealicola granoturco-frumento, integrata dalla gelsibachicoltura: questa coltura conobbe un forte sviluppo tra il 1700 e il 1800, anche a seguito delle riforme teresiane, per stabilizzarsi su un'elevata produttività per un lungo periodo. Nel Catasto Cessato del 1858 si censivano a Verderio ben 8724 gelsi; il paesaggio rimase fittamente punteggiato di gelsi fino ai primi anni cinquanta del Novecento, quando si ebbe un drastico crollo di tale coltivazione. In questa fase si vendono i grandi possedimenti terrieri alle famiglie che fino ad allora li avevano coltivati in un rapporto di piccola affittanza con contratti misti vessatori (mezzadria per i bozzoli e affitto in denaro per il fondo e la casa, più una serie di "appendizi" di sopravvivenza feudale). Si sancisce così in modo palese e definitivo la marginalità dell'apporto dell'agricoltura al reddito delle famiglie, mentre prende il via una nuova formazione insediativa incentrata sul tipo a villetta, cui si aggiungono in seguito alcune palazzine condominiali e, a partire dagli anni settanta, una zona industriale.
Fino a quell'epoca, l'insediamento aveva comunque mantenuto un aspetto prevalentemente agricolo, nonostante già da tempo molti abitanti lavorassero nell'industria e nell'edilizia: di tale origine restano le grandi corti plurifamiliari del nucleo storico e alcune cascine (Brugarola, Bergamina, Canova, Fornacetta, Bice). Le corti sono tuttora denominate secondo il dialetto locale: Curt di Scarsétt, di Ciòni, di Tulétt, di Uperarj, di Fàt, di Magnòn, di Masirö, Curt Növa, Palàss (già Villa Annoni), de la Palassina, di Stalétt, di Scupèj e, distaccata, la Curt di Feré. Allo stesso modo, esistono ancora alcune delle ville appartenute ai proprietari terrieri nobiliari e borghesi: la Ville Annoni, la Villa Gallavresi, la Villa De Angelis e la residenza Gnecchi-Rusconi alla Bergamina.

## Amministrazione
| Periodo         | Periodo        | Primo cittadino                   | Partito                       | Carica                    | Note   |
| --------------- | -------------- | --------------------------------- | ----------------------------- | ------------------------- | ------ |
| 4 febbraio 2014 | 25 maggio 2014 | Chiara Armenia                    | N.D.                          | Commissario straordinario | [ 19 ] |
| 26 maggio 2014  | 26 maggio 2019 | Alessandro Origo                  | Lista civica - SiAmo Verderio | Sindaco                   | [ 20 ] |
| 27 maggio 2019  | 9 giugno 2024  | Robertino Ettore Manega           | Lista civica - SiAmo Verderio | Sindaco                   | [ 20 ] |
| 10 giugno 2024  | in carica      | Danillo Iginio Villa detto Danilo | Lista civica - SiAmo Verderio | Sindaco                   | [ 20 ] |